# XXIV Universiade invernale
La XXIV Universiade invernale (第二十四届冬季大学生运动会) si è svolta ad Harbin, Cina, dal 18 al 28 febbraio 2009 e ha visto la partecipazione di atleti da 47 paesi per competere in 82 discipline di 12 diversi sport. Sono coinvolte nella manifestazione anche le città di Yabuli e Maoershan.

## Processo di selezione
L'organizzazione della XXIV Universiade invernale è stata assegnata ad Harbin dal Comitato Esecutivo della FISU riunito a Innsbruck, Austria, il 10 gennaio 2005.
L'altra candidata che concorreva con Harbin per l'assegnazione era Erzurum, Turchia, (a cui nel 2007 è stata successivamente assegnata l'Universiade invernale 2011).

## Immagine dei Giochi

### Logo
Il logo della XXIV Universiade Invernale richiama la classica lettera U presente in quasi tutti i logo nella storia della manifestazione. La lettera è composta da tracce che possono essere quelle create dagli sciatori e/o dai pattinatori che partecipano alle gare. Si presenta come una bandiera svolazzante e ciò le conferisce il dinamismo tipico dei giovani.

### Mascotte
La mascotte dell'Universiade 2009 si chiama Dong Dong che altro non è che un fiocco di neve antropomorfo. Il sorriso del personaggio ispira purezza, ottimismo, affetto e amore. La sciarpa arancione che lo caratterizza dà un tono vigoroso e dinamico, tipico dei giovani studenti-atleti che partecipano alle Universiadi.

### Sedi di gara
Harbin:
- Palaghiaccio di Heilongjiang - Pattinaggio di velocità e Curling
- Palaghiaccio della Harbin University of Science and Technology - Short track
- Palestra del Harbin International Conference, Exhibition and Sports Center - Pattinaggio di figura, Cerimonie di apertura e chiusura
- Ice Hockey Gym - Hockey su ghiaccio (femminile)
- Palestra del Harbin Institute of Physical Education - Hockey su ghiaccio (maschile)

Yabuli:
- Comprensorio sciistico - Sci di fondo, Sci alpino, Salto con gli sci, Combinata nordica e Freestyle

Maoershan:
- Comprensorio sciistico - Snowboard e Biathlon

### Calendario
Di seguito il calendario delle gare che si svolgeranno tra il 18 e il 28 febbraio 2009.
| ● | Cerimonia di apertura | ● | Competizioni | ● | Finali | ● | Cerimonia di chiusura |

|                         | Data  |       |       |       |       |       |       |       |       |       |       |
| Sport                   | 18.02 | 19.02 | 20.02 | 21.02 | 22.02 | 23.02 | 24.02 | 25.02 | 26.02 | 27.02 | 28.02 |
| Cerimonie               | ●     |       |       |       |       |       |       |       |       |       | ●     |
| Biathlon                |       |       |       | ●     |       |       | ●     | ●     |       | ●     | ●     |
| Combinata nordica       |       |       | ●     |       | ●     |       | ●     |       |       |       |       |
| Curling                 |       | ●     | ●     | ●     | ●     | ●     | ●     | ●     | ●     | ●     |       |
| Freestyle               |       |       | ●     |       | ●     | ●     | ●     | ●     |       |       |       |
| Hockey su ghiaccio      | ●     | ●     | ●     | ●     | ●     | ●     | ●     | ●     | ●     | ●     | ●     |
| Pattinaggio di figura   |       |       |       | ●     | ●     | ●     | ●     |       |       |       |       |
| Pattinaggio di velocità |       | ●     | ●     | ●     | ●     |       | ●     | ●     | ●     |       |       |
| Salto con gli sci       |       |       | ●     |       | ●     |       |       | ●     |       |       |       |
| Sci alpino              |       |       |       | ●     | ●     |       | ●     | ●     | ●     | ●     |       |
| Sci di fondo            |       |       | ●     | ●     |       | ●     |       | ●     |       | ●     | ●     |
| Short track             |       | ●     | ●     |       | ●     | ●     |       |       |       |       |       |
| Snowboard               |       |       | ●     | ●     |       | ●     | ●     | ●     |       | ●     |       |

### Cerimonie
Mercoledì 18 febbraio 2009 si sono aperti i Giochi della XXIV Universiade invernale. La cerimonia si è svolta nella palestra del International Conference, Exhibition and Sports Center Gym di Harbin alla presenza del presidente della FISU George Killian, del presidente del Comitato Organizzatore Li Zhanshu

### Paesi partecipanti
Alla manifestazione parteciperanno 47 squadre provenienti da altrettanti Paesi. Due le squadre provenienti dall'Africa: la Somalia presenta le nazionali di short track, il Malawi le quelle di hockey su ghiaccio, di short track, sci alpino e snowboard. Una sola la presenza dall'Oceania, continente che viene rappresentato solo dalla Nuova Zelanda.
| Africa                                                                            | Africa                                                                                        | Africa                                                                            | Africa                                                                         |
| Americhe                                                                          | Americhe                                                                                      | Americhe                                                                          | Americhe                                                                       |
| --------------------------------------------------------------------------------- | --------------------------------------------------------------------------------------------- | --------------------------------------------------------------------------------- | ------------------------------------------------------------------------------ |
| - Brasile - Cuba                                                                  | - Canada - Stati Uniti                                                                        | - Cile                                                                            | - Colombia                                                                     |
| Asia                                                                              |                                                                                               |                                                                                   |                                                                                |
| - Cina - Giappone                                                                 | - Libano - Mongolia                                                                           | - Kazakistan                                                                      | - Corea del Sud                                                                |
| Europa                                                                            |                                                                                               |                                                                                   |                                                                                |
| - Austria - Estonia - Germania - Lettonia - Moldavia - Polonia - Serbia - Ucraina | - Bielorussia - Finlandia - Grecia - Liechtenstein - Montenegro - Russia - Svizzera - Turchia | - Rep. Ceca - Francia - Ungheria - Lituania - Paesi Bassi - Slovenia - Slovacchia | - Spagna - Regno Unito - Italia - Lussemburgo - Norvegia - San Marino - Svezia |
| Oceania                                                                           |                                                                                               |                                                                                   |                                                                                |
| - Nuova Zelanda                                                                   | - Australia                                                                                   |                                                                                   |                                                                                |

### Risultati
| - Biathlon - Combinata nordica - Curling - Freestyle - Hockey su ghiaccio - Pattinaggio di figura | - Pattinaggio di velocità - Salto con gli sci - Sci alpino - Sci di fondo - Short track - Snowboard |